# تفجيرات السعودية 1966 - 1967
تفجيرات السعودية هي تفجيرات وقعت في نهاية عام 1966 وفي بداية عام 1967 في أماكن متفرقة من المملكة العربية السعودية تشمل العاصمة الرياض والمنطقة الشرقية، قامت بها جماعة يسارية سعودية معارضة تسمي نفسها اتحاد شعب الجزيرة العربية.

## التفاصيل
وقد بدأ تنظيم اتحاد شعب الجزيرة العربية المعارضة المسلحة الفعلية في نهاية عام 1966 وبداية عام 1967 من خلال سلسلة تفجيرات في العاصمة الرياض في مبنى محطة البريد وفندق زهرة الشرق بالرياض، و تفجيرات بالمنطقة الشرقية في مبنى الأمن العام وفي خط أنابيب التابلاين، وحينها تم القبض على 17 شخص ادعت السلطة أنهم من قام بالتفجيرات وأعدمتهم علناً .

## محاولة تفجير مبنى وزارة الدفاع
في 11 فبراير من عام 1967 انفجرت قنبلة خارج مبنى وزارة الدفاع في العاصمة الرياض.

## الرواية الرسمية السعودية
خلفية الأحداث تعود إلى فترة حرب اليمن 1962 وتوتر العلاقات السعودية المصرية، ضمن الصراع الدائر قامت مصر بتجنيد خلايا يمنية ونسب العمليات لجماعة ثورية معارضة .
في شهر رمضان 1386هـ تسللت إلى السعودية ثلاث فرق من العساكر اليمنية وفي حوزة كل منها مجموعة من المتفجرات، الغرض منها القيام بأعمال تخريبية داخل السعودية بدافع من الرئيس جمال عبدالناصر، وقد تم تدريبهم على يد القوات المصرية، ثم أعيدوا إلى صنعاء لكي يتولى عبدالله السلال مهمة ادخالهم إلى السعودية عبر الحدود بين البلدين.
وكلفت الفرقة الأولى (9 أشخاص) بالتوجه إلى الرياض، ووضعت بعض المتفجرات بجوار سور قصر الامير فهد وزير الداخلية واحدثت بعض الأضرار في سور القصر ووضعت جزءا اخر من متفجراتها في فندق الزهراء ، فلم تحدث أضراراً تذكر لأنها وضعت في حمام سفلي ثم وضعت قنبلة بالقرب من مبنى وزارة التجارة بالرياض فانفجرت ولم تحدث أضرارا حيث وضعت تحت كبري الوشم فأحدثت به بعض التهدم، ثم وضعت قنبلة في سور الناصرية وكان من فضل الله أن كل ذلك تم ولم تحدث أي ضرر أو أذى في الأرواح.
الفرقة الثانية (7 أشخاص) في نجران، القي القبض عليها وعلى جميع ما بحوزتها من المتفجرات قبل أن تتمكن من تنفيذ عملياتها.
الفرقة الثالثة (8 أشخاص) في جدة، سلمت نفسها بإرادتها واختيارها وسلمت جميع ما في حوزتها من متفجرات وأدوات تخريب.